# 光明之心
《光明之心》是於2010年12月16日由世嘉發售的角色扮演遊戲遊戲，对应平台为PlayStation Portable。由Tony負責人物設計。

## 剧情
舞台是住著人類、獸人、妖精各式各樣種族的沃太利亞島。一名失去記憶與感情的神秘少女漂流至島上，主角為幫助她而收集「心」的故事。

## 登場人物
以下部份青文出版社譯名

### 渥太利亞島
李克·愛伍德（名稱可變）（聲：神谷浩史（戰鬥時））
劍士。除了自己的名稱外，一切記憶皆想不起的漂流者少年。被夥伴所救助，與其一同在瑪黛拉的麵包店中打工。不知為何一開始就得知夥伴的名稱
妮莉絲·菲林姆（聲：伊藤加奈惠）
亞梅兒·瑪納弗雷雅（聲：同上）
艾雅莉·雅典特（聲：同上）
主人公的夥伴。在故事開頭中從3人中選擇1人。沒被選中的不會在故事中登場。妮莉絲為16歲的獵人，亞蜜兒為15歲的魔法使，艾雅莉為15歲的修女。三人的性格共通。在故事開始時救助剛漂流至島上的主角，與他一同生活。她自身過去也是失去過去記憶的漂流者。
輝夜（聲：桑島法子）
拉格納斯·渥太利亞（聲：緑川光）
露菲娜·渥太利亞（聲：堀江由衣）
蘿娜·村雨（聲：廣橋涼）
林小梅（聲：齋藤千和）
亞爾文（聲：神谷浩史）
梅爾蒂・德・葛蘭尼特（聲：釘宮理惠）
索爾貝（聲：金田朋子）
漢克（聲：佐藤正治）
庫翁（聲：菅沼久義）
獸人族少年。不通人語
瑪黛拉·梅葛斯（聲：江森浩子）
魔法麵包店的店長
拉娜（聲：広橋涼）
艾爾文之妹。與《淚》《風》的愛爾雯同一人物。

### 海盜騎士團亞庫巴卡尼亞
迪倫（聲：中井和哉）
人稱「雙劍海狼」，義賊集團的船長。

### 魔導海盜「海魔女」
蜜絲托拉・涅蕾絲（聲：田村由香里）
巴爾達（聲：島田敏）
雷頓（聲：田中一成）
加迪姆（聲：寺本勲）

### 亡靈海盜獄魂
蓋爾德（聲：今村直樹）
幽靈船的船長

### 機甲海賊卡爾邦卡
艾薩克（聲：稻田徹）
Queen（聲：橘田泉）

## 主題歌
《傳達到心中的詩》
作曲：上松範康
編曲：藤田淳平
歌：Lia

## 小說
- 光明之心 麵包薰香之島（全）

## 外部連結
- 官方網站（页面存档备份，存于）
- Shining World（页面存档备份，存于）